# Lithocoelus
Lithocoelus là một chi bọ cánh cứng trong họ 
Elateridae.
Chi này được miêu tả khoa học năm 1975 bởi Dolin.

## Các loài
Các loài trong chi này gồm:
- Lithocoelus detrusus Dolin, 1975
- Lithocoelus karatavicus Dolin, 1975